# امیرمحمد طباطبایی
امیرمحمد طباطبایی (زاده ۱۳۲۷ در تهران) پژوهشگر مهندسی عمران و استاد دانشگاه تهران است. او برای نگارش کتاب روسازی راه برگزیدهٔ چهارمین دورهٔ کتاب سال ایران شد.

## لیست کتاب‌ها
- روسازی راه
- روسازی راه و فرودگاه
- مکانیک خاک
- مکانیک خاک: مهندسی پی
- مروری بر ویرایش ۲۰۰۰ استانداردهای ISO 9000